# Лопес, Теофимо
Теофимо Андрес Лопес Ривера (исп. Teófimo Andrés López Rivera; род. 30 июля 1997, Нью-Йорк, США) — американский боксёр-профессионал гондурасского происхождения, выступающий в лёгкой и первой полусредней весовых категориях. Участник Олимпийских игр (2016), победитель национального турнира «Золотые перчатки» (2015) в любителях.
Среди профессионалов действующий чемпион мира по версиям WBO (2023—н.в.) и The Ring (2023—н.в.)  в 1-м полусреднем весе и бывший чемпион мира по версиям WBA Super (2020—2021), WBO (2020—2021, 2023), IBF (2019—2021) и The Ring (2020—2021) в лёгком весе.
Обладатель наград «Проспект года» (2018), «Боксёр года» (2020) и «Апсет года» (2020) по версии журнала The Ring. Также обладатель награды имени Шугара Рэй Робинсона (2020), присуждаемой лучшему боксеру года по версии Ассоциации журналистов Америки, пишущих о боксе.

## Биография
Теофимо Лопес родился 30 июля 1997 года в Нью-Йорке в семье гондурасского происхождения, детство провёл в Бруклине, впоследствии переехал на постоянное жительство в город Дейви, штат Флорида. Активно заниматься боксом начал в возрасте шести лет, проходил подготовку под руководством своего отца Теофимо Лопеса старшего.

## Любительская карьера
Боксировать на серьёзных соревнованиях начал с 2013 года, когда принял участие в национальном первенстве США среди юниоров. Год спустя выиграл бронзовую медаль на молодёжном американском первенстве.
В 2015 году в зачёте лёгкой весовой категории одержал победу на национальном турнире «Золотые перчатки» в Лас-Вегасе, выиграл олимпийские квалификационные турниры в Клорадо-Спрингс и Рино. Будучи победителем олимпийских отборочных турниров и находясь в составе олимпийской сборной США, Лопес считался главным кандидатом на участие в летних Олимпийских играх 2016 года в Рио-де-Жанейро, тем не менее, в конечном счёте тренеры сделали ставку на прошедшего по рейтингу WSB Карлоса Бальдераса, который и занял место в команде. Лопесу всё же довелось выступить на этих Играх, но представлял он здесь родину своих родителей Гондурас. На Олимпиаде провёл в лёгком весе только один бой, на предварительном этапе со счётом 0:3 уступил представителю Франции Софьяну Умиа, который в итоге стал серебряным призёром.
В общей сложности Теофимо Лопес провёл в любительском олимпийском боксе 170 боёв, в том числе одержал 150 побед и потерпел 20 поражений. В бытность любителем успел потренироваться со многими профессионалами, как то Шон Портер, Люк Кэмпбелл, Гильермо Ригондо и др.

## Профессиональная карьера
В октябре 2016 года Лопес подписал долгосрочный контракт с промоутерской компанией Top Rank и начал боксировать среди профессионалов. В течение первого года профессиональной карьеры взял верх над семью соперниками, в том числе шестерых отправил в нокаут.
15 июля 2018 года Лопес победил бразильца Вильяма Сильву и завоевал первый профи титул, вакантный пояс чемпиона по версии WBC Continental Americas в лёгком весе.
8 декабря 2018 года Лопес жёстко нокаутировал в первом раунде соотечественника Мейсона Менарда, и завоевал вакантный титул чемпиона по версии NABF в лёгком весе.
2 февраля 2019 года Лопес нокаутировал опытного американца мексиканского происхождения Диего Магдалено в середине 7 раунда, выступая в карде второго боя Сергея Ковалёва и Элайдера Альвареса.

### Чемпионский бой с Ричардом Комми
14 декабря 2019 года победил техническим нокаутом во 2-м раунде ганского нокаутёра Ричарда Комми (29-2, 26 KO) и завоевал титул чемпиона мира по версии IBF (2-я защита Комми).

### Бой за звание абсолютного чемпиона с Василием Ломаченко
17 октября 2020 года в Лас-Вегасе (США) встретился с объединённым чемпионом украинцем Василием Ломаченко в бою за титул абсолютного чемпиона мира по версиям IBF (1-я защита Лопеса), WBC Franchise (1-я защита Ломаченко), WBA Super (4-я защита Ломаченко) и WBO (3-я защита Ломаченко) в лёгком весе. И с 1-го раунда Лопес занял центр ринга, работая силовым джебом. Ломаченко в стартовом раунде присматривался, и ударов практически не наносил. У американца прошло несколько попаданий по корпусу, но чаще всего Лопес бил по перчаткам или вообще промахивался. Лопес попытался действовать ещё агрессивнее в следующих раундах. От Ломаченко первые шесть раундов была только защита и минимум ответных действий на атаки Лопеса, по подсчётам экспертов за все шесть раундов он выбросил всего около 30 ударов. Видимо по плану Ломаченко хотел вымотать Лопеса, и в итоге всю первую половину боя выиграл Лопес, хотя он не нанёс сколько-нибудь ощутимого урона своему противнику.
В 7-м раунде Ломаченко наконец включился и попытался перехватить инициативу. В 8-м раунде украинец даже потряс Лопеса, и вынудил того прятаться в клинче, но затем вновь отдал инициативу. В 9-м раунде у Ломаченко прошла хорошая атака с проходом в ближний бой. В 10-м раунде украинец окончательно перехватил инициативу. В 11-м раунде Лопес наконец-то устал и перешёл в режим выживания. Но в последнем чемпионском раунде бой был конкурентным — начало раунда было за Ломаченко, потом инициативу перехватил Лопес, чуть было не отправив Ломаченко в нокдаун, а в самом конце раунда Ломаченко нанёс глубокое рассечение Лопесу столкнувшись с ним головой.
Некоторые эксперты, например Андре Уорд — который был одним из комментаторов на телеканале ESPN, оценили результат боя как «Ничья» со счётом 114—114. Но официальный счёт судей: 116—112, 117—111, 119—109 в пользу американца Теофимо Лопеса.

### Чемпионский бой с Джорджем Камбососом
- Основная статья: Теофимо Лопес — Джордж Камбосос[англ.]

В начале января 2021 года стало известно что Международная боксёрская федерация (IBF) объявила конечную дату 6 февраля 2021 года когда должны быть завершены переговоры по бою между чемпионом IBF, WBA и WBO в легком весе Теофимо Лопесом и обязательным претендентом на титул IBF австралийцем Джорджем Камбососом мл. (19-0). И 25 февраля 2021 года состоялись промоутерские торги по бою Лопес—Камбосос на которых победила компания Triller Fight Club (сотрудничающей со звездой рэп-культуры Snoop Dogg) со ставкой $6 018 000, а призовой фонд будет разделён в соотношении 65/35 в пользу чемпиона.
Бой состоялся 27 ноября 2021 года в Нью-Йорке (США). Боксеры выдали невероятный стартовый раунд когда начали рубиться. Лопес шёл вперед и был более агрессивней. Претендент работал на контратаках и ему удалось правым оверхендом отправить в нокдаун Лопеса. Камбоссос продолжил в своей манере, а Лопес снизил активность и агрессию. Лопес прессинговал и работал в силовой манере, но в обмене ударами слишком много пропускал. Характер боя не поменялся до середины боя - Лопес проигрывал бой слишком поверив в силу своего разового удара который пытался донести. Вторая половина поединка началась с хорошего раунда от претендента, но дальше Лопес смог найти силы и выдать три подряд уверенных раунда, а в 10-м оформил тяжелый нокдаун. Камбосос смог выстоять и выдержать натиск слишком читаемых атак Теофимо. В 11-м раунде оба сильно устали, стали медленными, но претендент смог вырвать раунд за счет точности и объема. Лопес получил рассечение и был осмотрен врачом. В последнем раунде бойцы выдали зрелище и Лопес был точнее. Счёт был раздельным: 114—113, 112—115, 111—115 в пользу Джорджа Камбососа мл. Единогласно судьи отдали победу чемпиону лишь в 9-м и 10-м раунде. Compubox показал статистику: Камбосос нанёс больше точных ударов (182-176), и силовых (115-115). Лопес был лучше в работе джебом (61-27).

### Переход в первый полусредний вес

#### Бой с Педро Кампа
13 августа 2022 года в Лас Вегасе дебютировал первом полусреднем весе (до 63,5 кг) встретившись с мексиканцем Педро Кампой (34-2-1, 23 KO). Фаворит Лопес сразу же выложил козыри - отличная работа ног, скорость, и разнообразие. Мексиканец шел вперед, пытался резать углы и создавать давление, но вечер был не его. В 7-м раунде тоннаж пропущенных ударов сказался и Кампа упал. На характере он встал и продолжил, но когда Лопес стал откровенно издеваться меняя стойки и нанося удары на выбор рефери остановил бой. Фаворит уверенно вел бой о чем говорит статистика Compubox:  число попаданий (136-83), джебы (50-20) и силовые (86-63) на стороне Лопеса.

#### Бой с Сандором Мартином
Изначально Лопес должен был сразится с Хосэ Педрасой (29-4-1, 14 КО), но заболел. Его заменил испанец Сандор Мартин (40-2, 13 КО). Бой прошел на легендарной арене Madison Square Garden в Нью-Йорке (США). Статус - элиминаторный поединок по линии WBC. Бой начался с давления от Лопеса, Мартин был в движении и не плохо встречал. Во втором раунде Сандор поймал Лопеса в неустойчивой позиции и хуком послал в нокдаун. Лопес показал что ничего не было, но рефери отсчитал. В дальнейшем Теофимо выбрасывал значительно больше ударов и чаще попадал, хотя преимущество было минимально, а по джебам вовсе уступил. Мартин отлично смотрелся когда не был пассивен. Бой дошел до раздельного решения судей: 95—94 Мартин, 96—93 и 97—92 Лопес. Статистика показала близкий бой: Лопес был активней (391 на 244) и больше попадал (97-77). Перестрелка джебами была за испанцем (32-21), а за Лопесом больше по силовым попаданиям (76-45). Решение судей критиковалось и считается спорным.

### Чемпионский бой с Джошем Тейлором
Бой прошел на легендарной арене Madison Square Garden в Нью Йорке (США) 10 июня 2023 года. Бывший абсолютный чемпион мира британец Джош Тейлор (19-1, 13 KO) владеющий поясом WBO в первом полусреднем весе уступил Лопесу. Старт боя был за чемпионом - левшой. Он был активней, выбрасывал больше ударов и был точен. Лопес быстро пришел в себя и с 4-го раунда выровнял ход боя за счет скорости. Размены так же были в его пользу. Во второй половине боя Тейлору можно отдать лишь 10-й раунд, потому что Лопес решил в нем сделал паузу после 9-го раунда в котором он чуть не нокаутировал Джоша. Судьи были единогласны: 115—113 дважды и 117—111 в пользу претендента. Compubox показал статистику ударов боя: Тейлор был минимально лучше в джебах (22-20), а по силовым (138-60), и по общему числу результативных ударов (158-82) превосходство Теофимо.

### Бой с Джемейном Ортисом
8-го февраля 2024 года в Лас Вегасе (США) возглавил вечер бокса компании Top Rank и сразился с поднявшимся в этот вес 27-летним Джермейном Ортисом. На кону боя  стоял титул WBO в первом полусреднем весе который Лопес завоевал в июне 2023 года в бою с Джошем Тейлором. Бой прошел всю дистанцию в двенадцать раундов и разочаровал болельщиков и экспертов. Первая половина осталась за претендентом. Он был хорош на ногах и умело работал вторым номером. Во второй половине Лопес взвинтил темп и пристрелялся. В заключительных раундах понимая, что возможно проигрывает бой, Лопес начал призывать претендента вступить в рубку, на что Ортис начал прямым образом уклоняться от боя бегая по рингу все чемпионские раунды. По итогу, судьи единогласно отдали победу Лопесу: 115—113, 115—113 и 117—111. Решение было спорным, выступление боксеров критиковалось.

### Бой со Стивом Клажэттом
29 июня 2024 года в Майями-Бич (США) прошел вечер бокса Top Rank на ESPN, главным событием которого стала защита пояса в первом полусреднем весе (до 63,5 кг) против претендента из Канады Стива Клэджетта (38-7-2).
35-летний претендент сразу начал с давления и постоянно шел вперед. Чемпион работал вторым номером, хорошо защищался и был внимательным и точным. Лопес старался много работать по корпусу чтобы сбить агрессивный напор Клэджетта, временами это получалось. В 8-м отрезке Лопес сильно потряс уставшего и снизившего скорость оппонента, но послать в нокдаун не получилось. Всю дистанцию поединка Клэджетт шел вперёд, но чемпион был точнее что и принесло ему победу в глазах судей: 120—108, 119—109 и 120—108. Compubox посчитал удары: джебы были за претендентом (80-33), силовые за чемпионом (282-60), общие удары в цель так же за Лопесом (315-140).

### Бой с Арнольдом Барбозой
2 мая 2025 года на площади Times Square в Нью Йорке (США) прошел супервечер Fatal Fury: City of the Wolves организованный Турки Аль аш-Шейхом в котором главным событием стал бой между чемпионом WBO в первом полусреднем весе Лопесом (22-1, 13 КО) и временным чемпионом WBO Арнольдом Барбосой (32-1, 11 КО). С первых раундов Лопес смотрелся лучше, был более скоростной, разнообразный и точный в попаданиях. Барбоса же работал на контраатаке вторым номером.  Кое-какие успехи Барбоса имел в 3 и особенно в 6-м раунде когда смог поймать начавшего заигрываться чемпиона. У него прошёл увесистый правый кросс. Ближе к чемпионским раундам Барбоса попытался взвинтить темп и пойти на обострение, но Лопес засушил эти попытки. Чемпионские раунды прошли при полном преимуществе Теофимо. Счёт судей: 116—112 (дважды) и 118—110. Compubox традиционно посчитал удары: За Лопесом больше точных попаданий (127-71), преимущество в джебах (54-38) и силовых (73-33).

## Статистика профессиональных боёв
В таблице перечислены результаты всех поединков боксёров.
В каждой строке указан результат поединка. Дополнительно номер поединка обозначен цветом, который обозначает итог поединка. Расшифровка обозначений и цветов представлена в нижеследующей таблице.
| Пример | Расшифровка                     |
| ------ | ------------------------------- |
|        | Победа                          |
|        | Ничья                           |
|        | Поражение                       |
|        | Планируемый поединок            |
|        | Поединок признан несостоявшимся |
| КО     | Нокаут                          |
| ТКО    | Технический нокаут              |
| PTS    | Решение судей (по очкам)        |
| UD     | Единогласное решение судей      |
| MD     | Решение большинства судей       |
| SD     | Раздельное решение судей        |
| RTD    | Отказ от продолжения боя        |
| DQ     | Дисквалификация                 |
| NC     | Поединок признан несостоявшимся |

| 23 боя, 22 победы (13 нокаутом), 1 поражение.                 | 23 боя, 22 победы (13 нокаутом), 1 поражение. | 23 боя, 22 победы (13 нокаутом), 1 поражение. | 23 боя, 22 победы (13 нокаутом), 1 поражение. | 23 боя, 22 победы (13 нокаутом), 1 поражение.      | 23 боя, 22 победы (13 нокаутом), 1 поражение. | 23 боя, 22 победы (13 нокаутом), 1 поражение. |
| Бой                                                           | Рекорд                                        | Дата боя                                      | Соперник                                      | Место проведения боя                               | Результат                                     | Дополнительно |
| ------------------------------------------------------------- | --------------------------------------------- | --------------------------------------------- | --------------------------------------------- | -------------------------------------------------- | --------------------------------------------- | --- |
| 23                                                            | 22-1                                          | 2 мая 2025                                    | Арнольд Барбоза (32-0)                        | Таймс-сквер, Нью-Йорк, США                         | UD 12                                         | Бой за титул чемпиона мира по версиям WBO и The Ring в 1-м полусреднем весе (3-я защита Лопеса). Счёт суей: 116-112, 116-112, 118-110. |
| 22                                                            | 21-1                                          | 29 июня 2024                                  | Стив Клаггетт (38-7-2)                        | James L. Knight Center, Майами-Бич, Флорида, США   | UD 12                                         | Бой за титул чемпиона мира по версиям WBO и The Ring в 1-м полусреднем весе (2-я защита Лопеса). Счёт суей: 120-108, 120-108, 119-109. |
| 21                                                            | 20-1                                          | 8 февраля 2024                                | Джамейн Ортис (17-1-1)                        | Michelob Ultra Arena, Парадайс, Невада, США        | UD 12                                         | Бой за титул чемпиона мира по версиям WBO и The Ring в 1-м полусреднем весе (-я защита Лопеса). |
| 20                                                            | 19-1                                          | 10 июня 2023                                  | Джош Тейлор (18-0)                            | Мэдисон-сквер-гарден, Нью-Йорк, США                | UD 12                                         | Бой за титул чемпиона мира по версиям WBO (2-я защита Тейлора) и The Ring в 1-м полусреднем весе (4-я защита Тейлора). Счёт: 111-117 и 113-115 (дважды). |
| 19                                                            | 18-1                                          | 10 декабря 2022                               | Сандор Мартин (40-2)                          | Мэдисон-сквер-гарден, Нью-Йорк, США                | SD 10                                         | Счёт: 97-92, 96-93, 94-95. Завоевал титул WBO international в 1-м полусреднем весе. Лопес в нокдауне во 2-м раунде. |
| 18                                                            | 17-1                                          | 13 августа 2022                               | Педро Кампа (34-1-1)                          | Resorts World Las Vegas, Лас-Вегас, Невада, США    | TKO 7 (10)                                    | |
| Перешёл в первый полусредний вес — 140 фунтов (до 63,5 кг).   |                                               |                                               |                                               |                                                    |                                               | |
| 17                                                            | 16-1                                          | 27 ноября 2021                                | Джордж Камбосос мл. (19-0)                    | Мэдисон-сквер-гарден, Манхэттен, Нью-Йорк, США     | SD 12                                         | Счёт: 114-113, 112-115, 111-115. Потерял титулы чемпиона мира, включая версии WBA Super (1-я защита Лопеса), WBO (1-я защита Лопеса) и IBF (2-я защита Лопеса) и The Ring (1-я защита Лопеса) в лёгком весе. Лопес в нокдауне в 1-м раунде, Камбосос в нокдауне в 10-м раунде. |
| 16                                                            | 16-0                                          | 17 октября 2020                               | Василий Ломаченко (14-1)                      | MGM Grand, Лас-Вегас, Невада, США                  | UD 12                                         | Счёт: 119-109, 117-111, 116-112. Завоевал титулы чемпиона мира, по версиям WBA Super (4-я защита Ломаченко), WBO (3-я защита Ломаченко) и The Ring (4-я защита Ломаченко) в лёгком весе. Защитил титул IBF (1-я защита Лопеса)                                                 |
| 15                                                            | 15-0                                          | 14 декабря 2019                               | Ричард Комми (29-2)                           | Мэдисон-сквер-гарден, Нью-Йорк, США                | TKO 2 (12), 1:13                              | Завоевал титул чемпиона мира по версии IBF (2-я защита Комми) в лёгком весе. |
| 14                                                            | 14-0                                          | 19 июля 2019                                  | Масаёши Накатани (18-0)                       | MGM National Harbor, Оксон-Хилл, Мэриленд, США     | UD 12                                         | Счёт: 119-109, 118-110 (дважды). Завоевал статус обязательного претендента на титул чемпиона мира по версии IBF в лёгком весе. |
| 13                                                            | 13-0                                          | 20 апреля 2019                                | Эдис Татли (31-2)                             | Мэдисон-сквер-гарден, Нью-Йорк, штат Нью-Йорк, США | KO 5 (12), 1:32                               | Защитил титул чемпиона Северной Америки по версии NABF (2-я защита Лопеса) в лёгком весе. |
| 12                                                            | 12-0                                          | 2 февраля 2019                                | Диего Магдалено (31-2)                        | Ford Center at The Star, Фриско, Техас, США        | KO 7 (10), 1:08                               | Завоевал вакантный титул чемпиона США по версии NABA и защитил титулы чемпиона Северной Америки по версии NABF (1-я защита Лопеса) и чемпиона США по версии USBA (1-я защита Лопеса) в лёгком весе.                                                                            |
| 11                                                            | 11-0                                          | 8 декабря 2018                                | Мейсон Менард (34-3)                          | Hulu Theater, Нью-Йорк, штат Нью-Йорк, США         | KO 1 (10), 0:44                               | Завоевал вакантные титулы чемпиона Северной Америки по версии NABF и чемпиона США по версии USBA в лёгком весе. |
| 10                                                            | 10-0                                          | 14 июля 2018                                  | Вильям Сильва (25-1)                          | Lakefront Arena, Новый Орлеан, Луизиана, США       | TKO 6 (10), 0:15                              | Завоевал вакантные титулы чемпиона Американского континента по версии WBC Continental Americas в лёгком весе. |
| 9                                                             | 9-0                                           | 12 мая 2018                                   | Витор Джонс Фрейтас (14-1)                    | Мэдисон-сквер-гарден, Нью-Йорк, штат Нью-Йорк, США | KO 1 (8), 1:04                                | |
| Вернулся в лёгкий вес — 135 фунтов (до 61,24 кг).             |                                               |                                               |                                               |                                                    |                                               | |
| 8                                                             | 8-0                                           | 3 февраля 2018                                | Хуан Пабло Санчес (30-14)                     | American Bank Center, Корпус-Кристи, Техас, США    | UD 6                                          | Счёт: 59-55, 60-54 (дважды). |
| Один бой в первом полусреднем весе — 140 фунтов (до 63,5 кг). |                                               |                                               |                                               |                                                    |                                               | |
| 7                                                             | 7-0                                           | 13 октября 2017                               | Джош Росс (3-5-4)                             | A La Carte Event Pavilion, Тампа, Флорида, США     | TKO 2 (6), 1:57                               | |
| 6                                                             | 6-0                                           | 7 июля 2017                                   | Кристиан Сантибанес (5-6)                     | A La Carte Event Pavilion, Тампа, Флорида, США     | UD 6                                          | Счёт: 60-54 (трижды). |
| 5                                                             | 5-0                                           | 20 мая 2017                                   | Рональд Ривас (5-5-2)                         | Мэдисон-сквер-гарден, Нью-Йорк, штат Нью-Йорк, США | KO 2 (6), 2:21                                | |
| 4                                                             | 4-0                                           | 21 апреля 2017                                | Хорхе Луис Мунгия (12-8)                      | Osceola Heritage Center, Киссимми, Флорида, США    | TKO 2 (6), 0:48                               | |
| 3                                                             | 3-0                                           | 17 марта 2017                                 | Даниэль Бастьен (4-3)                         | Hulu Theater, Нью-Йорк, штат Нью-Йорк, США         | KO 2 (6), 0:39                                | |
| 2                                                             | 2-0                                           | 24 февраля 2017                               | Франсиско Медель (10-7)                       | Tony Rosa Community Center, Палм-Бей, Флорида, США | TKO 4 (4), 0:58                               | |
| 1                                                             | 1-0                                           | 5 ноября 2016                                 | Ишвар Сикейрос (3-1-1)                        | Thomas & Mack Center, Парадайс, Невада, США        | KO 2 (4), 2:03                                | |
| Бои в лёгком весе — 135 фунтов (до 61,24 кг).                 |                                               |                                               |                                               |                                                    |                                               | |
| Бой                                                           | Рекорд                                        | Дата боя                                      | Соперник                                      | Место проведения боя                               | Результат                                     | Дополнительно |